# Contentmanagement
Contentmanagement is het proces van creëren, beheren en publiceren van content. Content betreft de inhoud van een communicatiekanaal. Content beperkt zich niet tot de inhoud van websites, maar betreft alle inhoud waarmee klanten waarde wordt geleverd over verschillende kanalen (multichannel) door middel van informatie en interactiviteit. Het heeft daarom relaties met veel verschillende vakgebieden, zoals marketing, communicatie en ICT.
Contentmanagement draagt zowel bij aan kwaliteit van dienstverlening (onder andere hogere klantwaardering) als aan effectiviteit (bijvoorbeeld meer conversie) van de organisatie en efficiency (onder andere het sturen van de klant naar de juiste kanalen met zo min mogelijk kosten van tijd en geld).
Contentmanagement betreft het geheel van ICT-oplossingen in de vorm van een contentmanagementsysteem (CMS), maar vaak ook workflowsystemen, organisatorische oplossingen in de vorm van bijvoorbeeld dienstverleningsafspraken met contentleveranciers, humanresourcemanagement-oplossingen door mensen met de juiste mogelijkheden de juiste taken toe te wijzen om content beheren, te creëren en te publiceren.